# Huallaga (tỉnh)
Tỉnh Huallaga (tiếng Tây Ban Nha: Provincia de Huallaga) là một tỉnh thuộc vùng San Martín của Peru. Tỉnh Huallaga có diện tích 2381 kilômét vuông, dân số thời điểm theo điều tra dân số ngày 11 tháng 7 năm 1993 là 22236 người. Tỉnh lỵ đóng ở Saposoa.